# Mizuki Ando
Mizuki Ando (安藤 瑞季 Ando Mizuki?), född 19 juli 1999 i Oita prefektur, är en japansk fotbollsspelare.
Ando började sin karriär 2018 i Cerezo Osaka.